# Magnolia macklottii
Magnolia macklottii är en magnoliaväxtart som först beskrevs av Pieter Willem Korthals, och fick sitt nu gällande namn av James Edgar Dandy. Magnolia macklottii ingår i släktet Magnolia och familjen magnoliaväxter.

## Underarter
Arten delas in i följande underarter:
- M. m. beccariana
- M. m. macklottii